# Жукла
Жукла — река в России, протекает в Пермском крае.

## География
Устье реки находится в 80 км по правому берегу реки Яйва. Длина реки составляет 12 км. Течёт преимущественно в юго-западном направлении.

## Данные водного реестра
По данным государственного водного реестра России относится к Камскому бассейновому округу, водохозяйственный участок реки — Кама от города Березники до Камского гидроузла, без реки Косьва (от истока до Широковского гидроузла), Чусовая и Сылва, речной подбассейн реки — бассейны притоков Камы до впадения Белой. Речной бассейн реки — Кама.
Код объекта в государственном водном реестре — 10010100912111100007451.